# Fandor
Fandor es un servicio estadounidense de visualización de películas por suscripción y una plataforma social para compartir videos.
Con sede en la ciudad de Nueva York, Nueva York , la compañía se estableció en 2010 y se lanzó oficialmente el 9 de marzo de 2011 en el festival y conferencia South by Southwest en Austin, Texas.
Fandor "se especializa en películas independientes, clásicos, películas mudas, películas extranjeras, documentales y cortometrajes". La mayoría de las más de 6.000 películas de Fandor están fuera de los canales principales y provienen de una variedad de culturas, períodos de tiempo y géneros. El servicio transmite el contenido de cine en casa, a través de dispositivos como Roku, ordenadores, dispositivos móviles y tabletas, como el de Apple Inc. iPad. Anteriormente estaba disponible a través de Sling TV, pero se eliminó el 2 de julio de 2019.
En septiembre de 2013, en el Festival Internacional de Cine de Toronto, Fandor anunció que el sitio se lanzaría al público en Canadá. En 2018, la empresa despidió a todo su personal y vendió sus activos a una empresa de inversión no revelada.
En 2021, Cinedigm adquirió Fandor y reiniciará el sitio, bajo el liderazgo del fundador de The Film Detective, Philip Hopkins.
En marzo de 2021, Fandor celebró 10 años de transmisión de cine independiente con un anuncio del próximo capítulo del servicio en South by Southwest® 2021. En 2021, Fandor lanzará una aplicación de transmisión actualizada, anunciará nuevas adquisiciones y asociaciones y ampliará la disponibilidad en nuevos dispositivos, además del canal Fandor existente en Amazon Prime.

## Modelo de negocio
Fandor emplea un modelo de negocio de reparto de ingresos, mediante el cual una parte de todos los ingresos por suscripción se paga a los cineastas y distribuidores cuyos contenidos Fandor licencia.
Fandor firmó acuerdos de co-licencia con MoviePass y Costco en 2017 y 2018.

## Keyframe
Keyframe es la revista digital de películas independientes e internacionales alojada en el sitio de Fandor. Publicó entrevistas, crítica cinematográfica, ensayos en vídeo y otros trabajos académicos relacionados con el arte cinematográfico.
El 1 de mayo de 2012, el periodista David Hudson, anteriormente de GreenCine y Mubi, se unió a Keyframe como corresponsal en jefe. En mayo de 2017, Fandor cesó todas las operaciones de Keyframe. David Hudson y otros miembros del personal editorial dejaron la empresa.
En 2021, Cinedigm anunció que la compañía reviviría Keyframe con una plataforma actualizada.

## Historia
Fandor fue fundada en 2010 en San Francisco, California, por Dan Aronson, Jonathan Marlow y Albert Reinhardt. El ex director de privacidad de Facebook, Chris Kelly, ha sido miembro de la junta directiva de Fandor desde 2011.
En enero de 2014, Ted Hope, productor de cine independiente y ex director de San Francisco Film Society, se unió a Fandor como CEO. En enero de 2015, Hope partió para dirigir la división de películas originales de Amazon Studios, y Chris Kelly se convirtió en CEO interino. En septiembre de 2015, Larry Aidem, exdirector de Sundance Channel, se unió a Fandor como director ejecutivo, reemplazando a Kelly.
En septiembre de 2018, Larry Aidem renunció como CEO y Chris Kelly asumió el cargo de CEO. Fandor posteriormente no pudo obtener una ronda de financiación para garantizar sus obligaciones financieras. En diciembre de 2018, la empresa despidió a todo su personal y los activos se vendieron a una empresa de inversión no revelada.
En enero de 2021, Cinedigm adquirió Fandor. La compañía planea reiniciar el sitio web y su publicación digital, Keyframe.
Fandor anunció sus próximos pasos en South by Southwest® 2021, diez años después de su lanzamiento inicial en 2011. Fandor relanzará su aplicación de transmisión, disponible en la web, iOS, Android y más en 2021, agregará nuevos títulos de adquisiciones de festivales y asociaciones clave , y relanzará su publicación en línea dedicada al arte del cine, Keyframe.